# Demetrias atricapillus
Demetrias atricapillus es una especie de escarabajo de la familia Carabidae.

## Distribución geográfica
Se distribuye por Europa, las islas Canarias, el norte de África y Oriente Próximo.